# جيزناس
جيزناس (بالإنجليزية: Jieznas) هي معلم جغرافي تقع في ليتوانيا في Prienai district municipality. يقدر عدد سكانها بـ 1,423 نسمة .